# Оуквуд (Илиноис)
Оуквуд (енгл. Oakwood) град је у америчкој савезној држави Илиноис.

## Демографија
По попису из 2010. године број становника је 1.595, што је 93 (6,2%) становника више него 2000. године.
| Група             | 2000.         | 2010.         |
| Белци             | 1.484 (98,8%) | 1.536 (96,3%) |
| Афроамериканци    | 2 (0,1%)      | 7 (0,4%)      |
| Азијати           | 1 (0,1%)      | 2 (0,1%)      |
| Хиспаноамериканци | 8 (0,5%)      | 30 (1,9%)     |
| Укупно            | 1.502         | 1.595         |